# Prehistòria de Taiwan

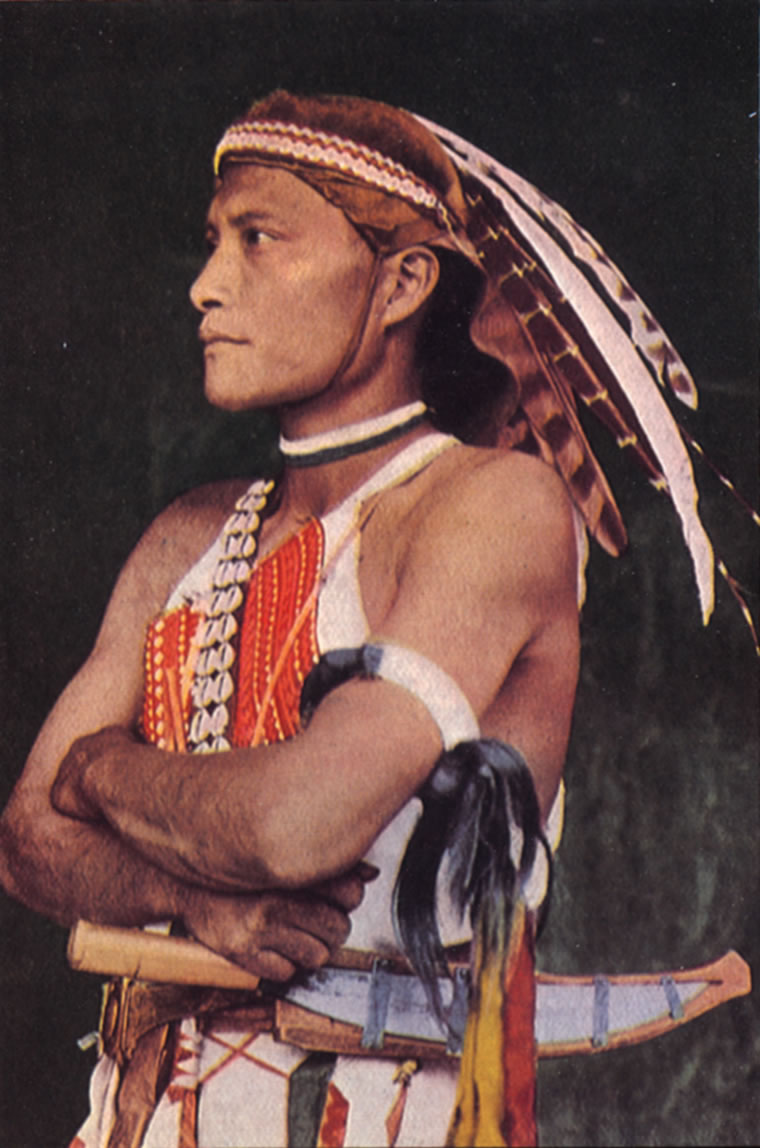
Un jove tsou

La prehistòria de Taiwan es defineix com el període abans de l'arribada de la Companyia Neerlandesa de les Índies Orientals a la regió, el 1624. Aquest període es defineix a partir de les troballes arqueològiques a l'illa de Taiwan. Els primers indicis d'ocupació humana són de prop de 20.000 a 30.000 anys endarrere, quan l'estret de Taiwan va ser exposat pels nivells de la mar més baixos, formant un pont de terra. Prop de 5.000 anys endarrere, els agricultors de la Xina continental es van establir a l'illa. Es creu que aquestes persones parlaven llengües austronèsiques, que es dispersen a partir de Taiwan a través de les illes dels oceans Pacífic i Índic. Els actuals indígenes taiwanesos semblen ser descendents d'aquests pobles.

## Context geogràfic

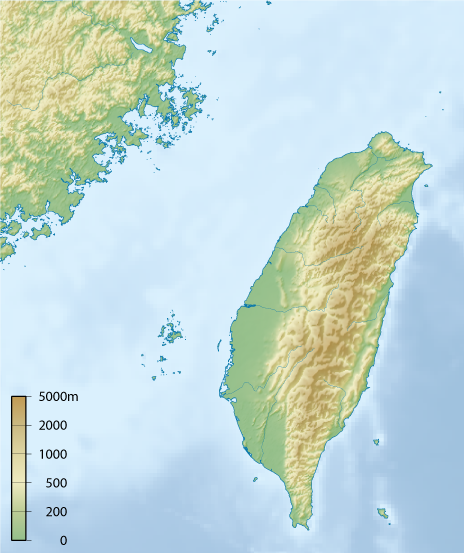
Taiwan està separada del continent per l'estret de Taiwan

L'illa de Taiwan es formà prop de 4 a 5 milions d'anys endarrere en un complex de límit convergent entre el continent de la placa eurasiàtica i l'altiplà oceànic de les Filipines. El límit continua pel sud de l'arc volcànic de Luzon, una cadena d'illes entre Taiwan i l'illa filipina de Luzon, incloent-hi l'Illa Verda i l'Illa de l'Orquídia. La part nord de l'illa cap a l'est és marcada per la cadena d'illes volcàniques de Ryukyu
L'illa se separa de la costa de Fujian a l'oest per l'estret de Taiwan, de 130 quilòmetres d'amplària en el punt més estret. Les illes més importants de l'estret són les Illes Pescadores a 45 km de la costa sud-oest de Taiwan i 140 km del continent. Part de la plataforma continental, l'estret no té més de 100 m de profunditat, i es va fer un pont de terra durant el període glacial.
Taiwan és un gran bloc situat en una falla geològica, amb una robusta muntanya longitudinal sobre dos terços del seu territori girada cap a l'est. S'hi troben centenars de pics amb altituds superiors a 3.000 m. El costat occidental de l'illa descendeix fins a fèrtils planes costeres. L'illa queda en el Tròpic de Càncer, i té un clima subtropical.
La vegetació originària variava de bosc tropical en les terres baixes i bosc temperat, taigà i plantes alpines segons augmenta l'altitud.

## Període paleolític
Durant el període de glaciació del Pleistocé superior, el nivell de la mar en l'àrea era de prop de 140 metres més baix del que és hui. Com a resultat, el sòl de l'estret de Taiwan va ser exposat com un gran pont de terra per on travessà fauna del continent fins a l'inici de l'Holocé 10.000 anys endarrere.
El 1972, es trobaren fòssils fragmentats d'Homo sapiens sapiens moderns a Chouqu i Gangzilin, al districte de Zuozhen. Malgrat que alguns dels fragments foren descrits com molt més recents, tres fragments cranians i una dent molar foren datats d'entre 20.000 i 30.000 anys d'edat, i s'adscrigueren a l'humà de Zuozhen".
Els artefactes més antics coneguts són eines fetes amb pedres asclades de la cultura Changbin, trobats en coves de la costa sud-est de l'illa. Els jaciments s'han datat de 15.000 a 5.000 anys endarrere, i s'assemblen als indrets contemporanis de Fujian. El principal jaciment de Baxiandong (八仙洞), a Changbin, Taitung, fou excavat per primera vegada el 1968. La mateixa cultura s'ha trobat en indrets d'Eluanbi, a la punta sud de Taiwan, i va persistir fins a 5.000 anys endarrere. Les primeres capes presenten eines de pedra de gran port, i suggereixen un estil de vida de caça i recol·lecció. Més tard, algunes capes presenten eines de pedra petites de quars, així com eines fetes d'os, banya i escorça, la qual cosa suggereix un canvi cap a la pesca intensiva i de marisc.
Una altra cultura, la Wangxing, fou descoberta a Miaoli, al nord-oest de Taiwan el 1980. El conjunt es compon d'eines de pedra, que es fan més petites i estàndards al llarg del temps, indicant un canvi de recol·lecció cap a la caça.

## Neolític

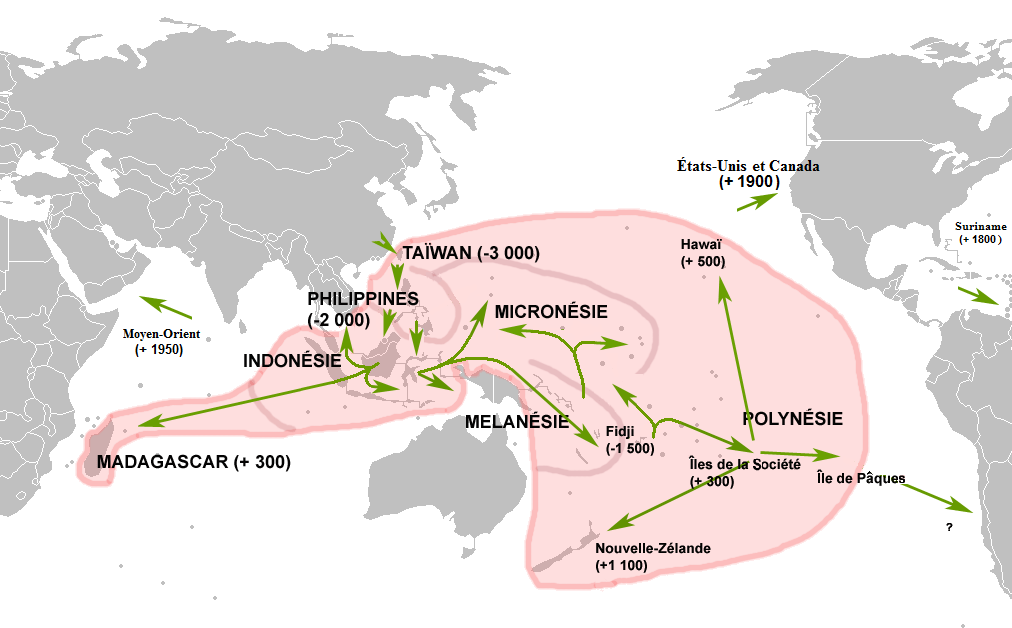
Expansió de llengües i cultures austronèsiques arqueològiques associades

Entre el 4000 i 3000 ae, la cultura Dapenkeng (en homenatge a un indret del comtat de Taipei) va aparèixer de colp i aviat s'expandí al voltant de la costa de l'illa, així com Penghu. Els jaciments de Dapenkeng són relativament homogenis, caracteritzats per la ceràmica marcada amb corda, pedra polida i punts fins de pissarra verdosa. Els habitants cultivaven arròs i dacsa, i caçaven, però també menjaven conquilles i peixos marins.
Molts estudiosos creuen que aquesta cultura no deriva dels Changbinian, sinó que la portaren a través de l'estret els avantpassats dels actuals aborígens de Taiwan, parlants de llengües austronèsiques.

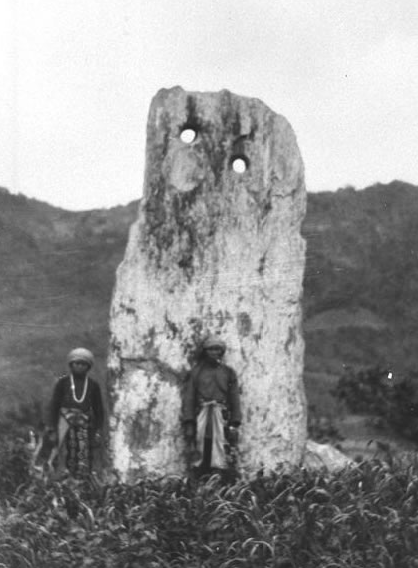
Monòlit de la cultura Beinan

Del mil·lenni següent, aquests artefactes apareixen a la costa nord de l'illa filipina de Luzon (250 km al sud de Taiwan), on se suposa que les llengües austronèsiques foren adoptades per la població local.
Aquesta migració creà una branca austronèsica, les llengües malaiopolinèsies, que, des de llavors, es dispersaren per una vasta àrea de Madagascar cap a Hawaii, Illa de Pasqua i Nova Zelanda.
Totes les altres branques primàries austronèsiques es troben sols a Taiwan, com les de la família Urheimat.
Els successors de la cultura Dapenkeng de tot Taiwan es van diferenciar localment. La cultura Fengpitou es caracteritza per una ceràmica vermella marcada, es va trobar a Penghu i a les zones central i sud de l'oest de l'illa, i una cultura amb ceràmica semblant ocupà les àrees costaneres de l'est.
Més tard es diferencià en Niumatou i cultura Yingpu al centre de Taiwan, Niuchouzi i cultura Tahu al sud-oest, cultura Beinan al sud-est i la cultura Qilin al centre-est.
La cultura Yuanshan del nord-est no sembla estretament relacionada amb aquestes. Alguns estudiosos suggereixen que representa una nova ona d'immigració del continent, però cap cultura semblant se'n coneix allà.

## Edat del ferro
Aparegueren a Taiwan artefactes de ferro i altres metalls al voltant de l'inici de l'era actual. Al principi eren béns de comerç i canvi, però al voltant del 400 el ferro forjat es produïa localment usant tècniques de ferreria, una tecnologia possiblement introduïda des de les Filipines.
S'han identificat diferents cultures de l'edat del ferro en diferents llocs de l'illa: la cultura Shihsanhang al nord, la cultura Fanzaiyuan al nord-oest del país, la cultura Daqiuyuan a les muntanyes del sud-oest del comtat de Nantou, la cultura Kanding al centre-oest, la cultura Niaosung al sud-oest, la cultura Guishan a la punta sud de l'illa, i la cultura Jingpu a la costa est.
Els primers productes del comerç de la Xina trobats a l'illa daten de la dinastia Tang (618-907).